# Ahmad Allam-Mi
Ahmad Allam-Mi (née en 1948) est un diplomate tchadien.
Il est président de la Commission de la Communauté économique des États de l'Afrique centrale (CEEAC) de 2013 à 2020. Il a été ministre des Affaires étrangères du Tchad de 2005 à 2008 et Représentant permanent auprès des Nations unies de 2008 à 2013.

## Carrière diplomatique

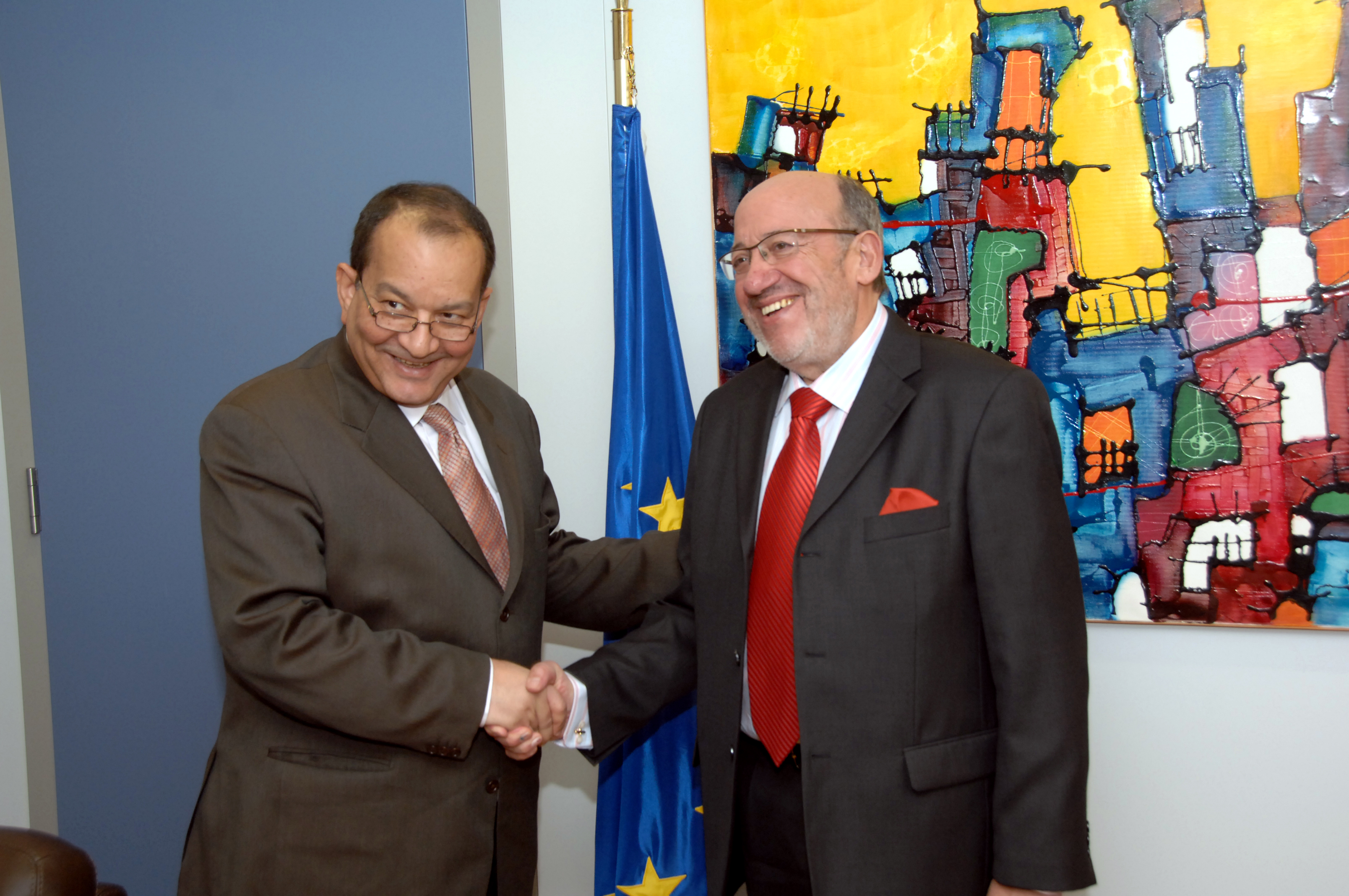
Ahmad Allam-Mi rencontrant Louis Michel, commissaire européen, en 2008.

Le premier poste diplomatique d'Allam-Mi a été premier conseiller à l'ambassade du Tchad à Tripoli , en Libye de 1975 à 1976. Il a ensuite été attaché du Cabinet au ministère des Affaires étrangères, affecté à l'ambassade du Tchad à Paris en tant que premier conseiller de 1978 à 1979, puis chargé d'affaires à la même ambassade de 1979 à 1980, il a ensuite été promu ambassadeur du Tchad en France, en Suisse, en Espagne et l' UNESCO , il occupé ce poste pendant les années 1980. De retour au Tchad, il a été brièvement conseiller à la présidence de la République chargé des relations internationales, et ensuite nommé Ambassadeur en France, en Suisse, en Espagne et à l'UNESCO pour la deuxième fois de 1992 à 1994. Il a été directeur général des Affaires étrangères et de la coopération de 1997 à 2002, puis conseiller technique à la présidence de 2002 à 2004 et conseiller spécial du président. Idriss Déby de 2004 à 2005. 
Il a occupé le poste de ministre des Affaires étrangères et de l'Intégration africaine de 2005 à 2008. 
Il est président de la Commission de la Communauté économique des États de l'Afrique centrale de 2013 à 2020,.